# Duperrea
Duperrea é um género botânico pertencente à família Rubiaceae.